# Rajpuți

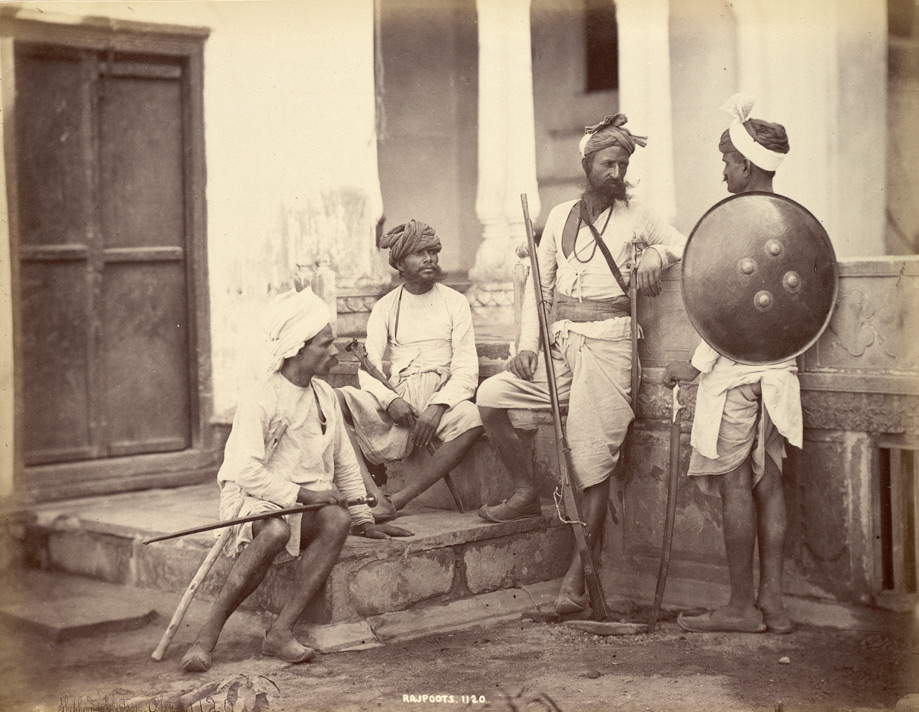
Rajpuți în Delhi, 1868

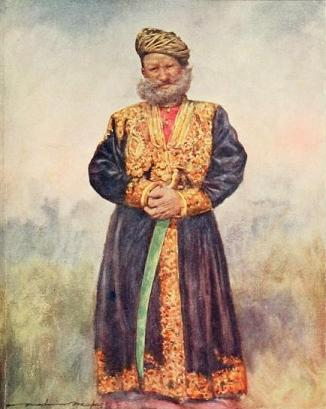
Un rajput din Madhya Pradesh de astăzi, 1910

Rajpuții (din sanscrită raja-putra, „fiu de rege”) sunt un grup mare, cu mai multe componente, de caste, grupuri familiale și locale, împărțind statutul social și ideologia descendenței genealogice din subcontinentul indian. Termenul rajpuți acoperă diferite clanuri patriliniare asociate istoric cu calitatea de războinic: mai multe clanuri revendică statutul de rajpuți, deși nu toate revendicările sunt acceptate universal. Potrivit cercetătorilor moderni, aproape toate clanurile rajpute provin din comunități țărănești sau pastorale.
Termenul „rajput” a căpătat sensul din prezent doar în secolul al XVI-lea, deși este folosit și anacronistic pentru a descrie clanurile care au luat naștere în nordul Indiei începând cu secolul al VI-lea. Termenul „rajaputra” a apărut în secolul al XI-lea ca denumire a oficialilor regali non-ereditari. Treptat rajpuții au apărut ca o clasă socială cuprinzând oameni dintr-o varietate de medii etnice și geografice. În secolele al XVI-lea și al XVII-lea apartenența la această clasă a devenit în mare parte ereditară, deși pretenții noi la statutul de rajput au fost înaintate și mai târziu. Mai multe regate guvernate de rajpuți au jucat un rol semnificativ în multe regiuni din centrul și nordul Indiei până în secolul al XX-lea.
Populația rajpută și fostele state rajpute se găsesc în nordul, vestul, centrul și estul Indiei, precum și în sudul și estul Pakistanului. Aceste zone includ Rajasthan, Haryana, Gujarat, Punjab de Est, Punjab de Vest, Uttar Pradesh, Himachal Pradesh, Jammu, Uttarakhand, Bihar, Madhya Pradesh și Sindh.